# سام انگلیش
سام انگلیش (انگلیسی: Sam English؛ ۱۸ اوت ۱۹۰۸ – ۱۲ آوریل ۱۹۶۷ (aged 58)) بازیکن فوتبال اهل ایرلند شمالی بود.
از باشگاه‌هایی که در آن بازی کرده‌است می‌توان به باشگاه فوتبال رنجرز، باشگاه فوتبال هارتل پول یونایتد، و باشگاه فوتبال لیورپول اشاره کرد.
وی همچنین در تیم ملی فوتبال ایرلند بازی کرده‌است.